# Corso Umberto I
Il corso Umberto I (conosciuto anche come Rettifilo) è una delle più recenti strade storiche di Napoli. Lunga 1,3 chilometri, costituisce una fondamentale arteria che collega il centro della città alla stazione ferroviaria.
La strada inizia da piazza Giovanni Bovio (già "piazza della Borsa") e prosegue dritto fino a piazza Garibaldi, dove si trova la stazione di Napoli Centrale (era infatti chiamata "piazza della Ferrovia"), oltrepassando piazza Nicola Amore, intitolata al sindaco che fu l'artefice del risanamento.

## Storia
È sorto in età umbertina durante i lavori del cosiddetto risanamento, in seguito ai quali furono sventrati interi rioni e demoliti edifici, anche di grande pregio artistico o di valore religioso, per fare posto a moderni palazzi (costruiti utilizzando il tufo estratto dalle cave di Soccavo, Pianura, Chiaiano e Miano).
Ciò avvenne immediatamente dopo l'epidemia di colera che aveva ucciso migliaia di persone in città e di cui si dava la colpa alla conformazione urbanistica precedente, fatta di viuzze strette, poco ariose e poco assolate, in cui spesso si accalcavano, uno sull'altro, palazzoni popolari sforniti di qualsiasi conforto e servizio, dove gli abitanti vivevano in decine in appartamenti composti da una o due camere. 
Il corso venne edificato in poco tempo alla fine del XIX secolo, secondo gli stilemi architettonici dell'epoca, e aperto nel 1894. Nel 1897 il consiglio comunale stabilì che si chiamasse "corso Re d'Italia", come aveva già stabilito un decreto emanato nel 1891 dal regio commissario Giuseppe Saredo che regolava la nuova toponomastica. Il toponimo cambierà in seguito in favore di Umberto I, presente durante l'epidemia e molto vicino ai malati e moribondi, tanto da essere chiamato "Re Buono".
Per molti critici, il corso, che avrebbe dovuto rappresentare la nuova Napoli sabauda e post-risorgimentale, fu il simbolo di quell'ipocrisia e non faceva altro che coprire semplicemente le vergogne dei quartieri popolari, comunque sopravvissuti alle spalle delle facciate dei bei palazzi di nuova costruzione, al prezzo della distruzione di una gran mole di edifici storici di notevole qualità artistica.

## Descrizione
Dopo piazza Bovio il primo edificio importante è la chiesa di San Pietro Martire, di epoca angioina, ma più volte rivisitata in chiave barocca, sita in piazza Ruggiero Bonghi, dove c'è anche la statua del noto politico ottocentesco, realizzata nel 1900 da Enrico Mossuti. Presso questa piazza il corso s'incrocia con via Mezzocannone, la strada dell'Università.
Superata la via, sulla sinistra si erge il maestoso palazzo dell'Università degli Studi di Napoli Federico II, che presenta una facciata eclettica.
Proseguendo, sulla destra si apre il Borgo Orefici, detto così per la presenza ancora oggi di numerose botteghe di oreficeria di notevole qualità, caratterizzato da un intricato dedalo di vie che scendono alla Marina.
Presso l'incrocio con via Duomo è sita piazza Nicola Amore, l'unica grande piazza che si trova sul percorso. Nei dintorni, superata la piazza, sorge nella parte sinistra la chiesa di Sant'Agostino alla Zecca e il rione di Forcella, mentre a destra la zona di piazza del Mercato.
Sulla strada a sinistra c'è la chiesa di Santa Maria Egiziaca a Forcella, nei cui pressi si erge la basilica della Santissima Annunziata Maggiore con annesso ospedale.
Prima di giungere in piazza Garibaldi, sempre sulla sinistra c'è uno degli ingressi alla basilica di San Pietro ad Aram.

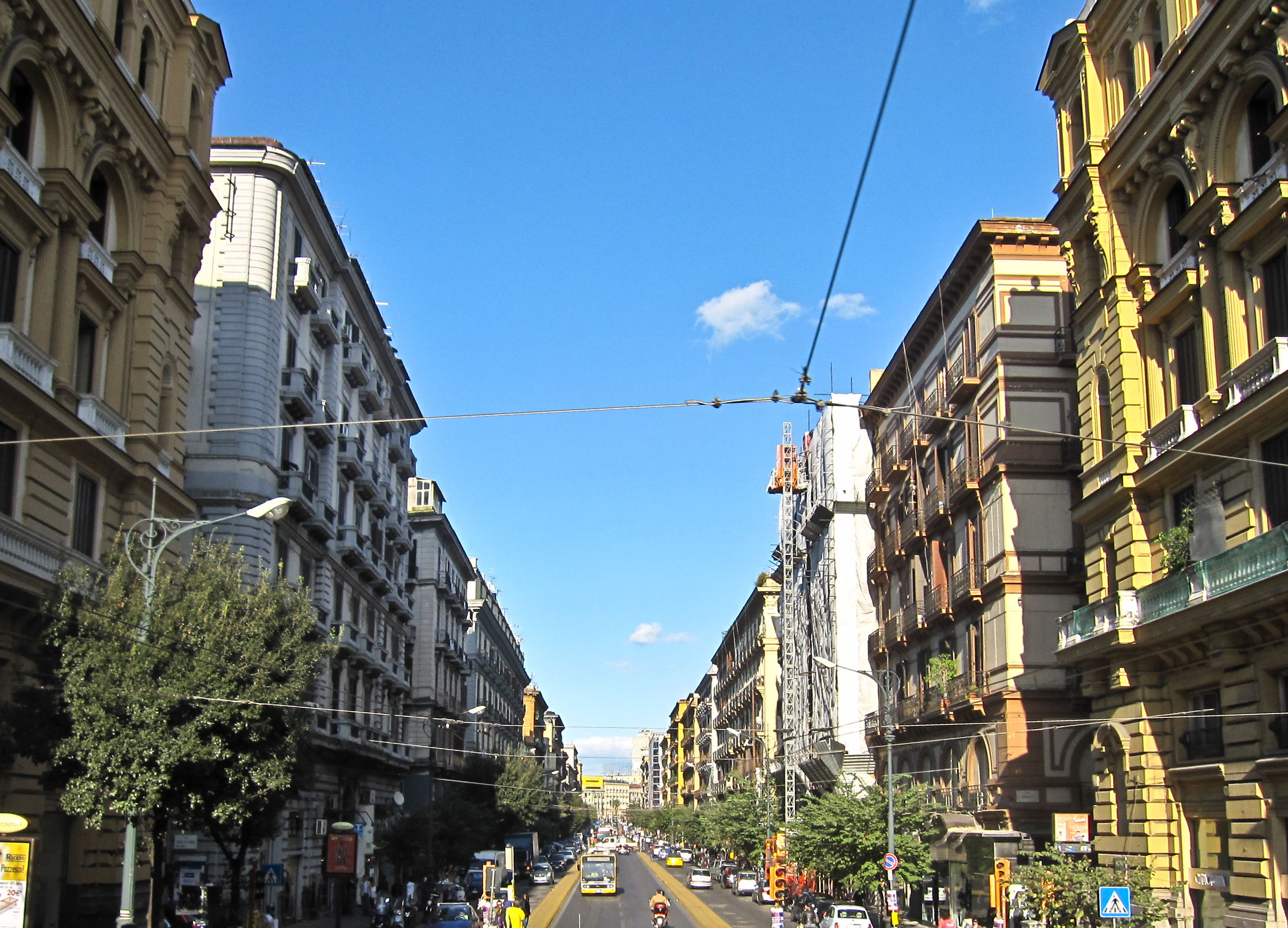
Corso Umberto I verso piazza Garibaldi
Corso Umberto I negli anni cinquanta
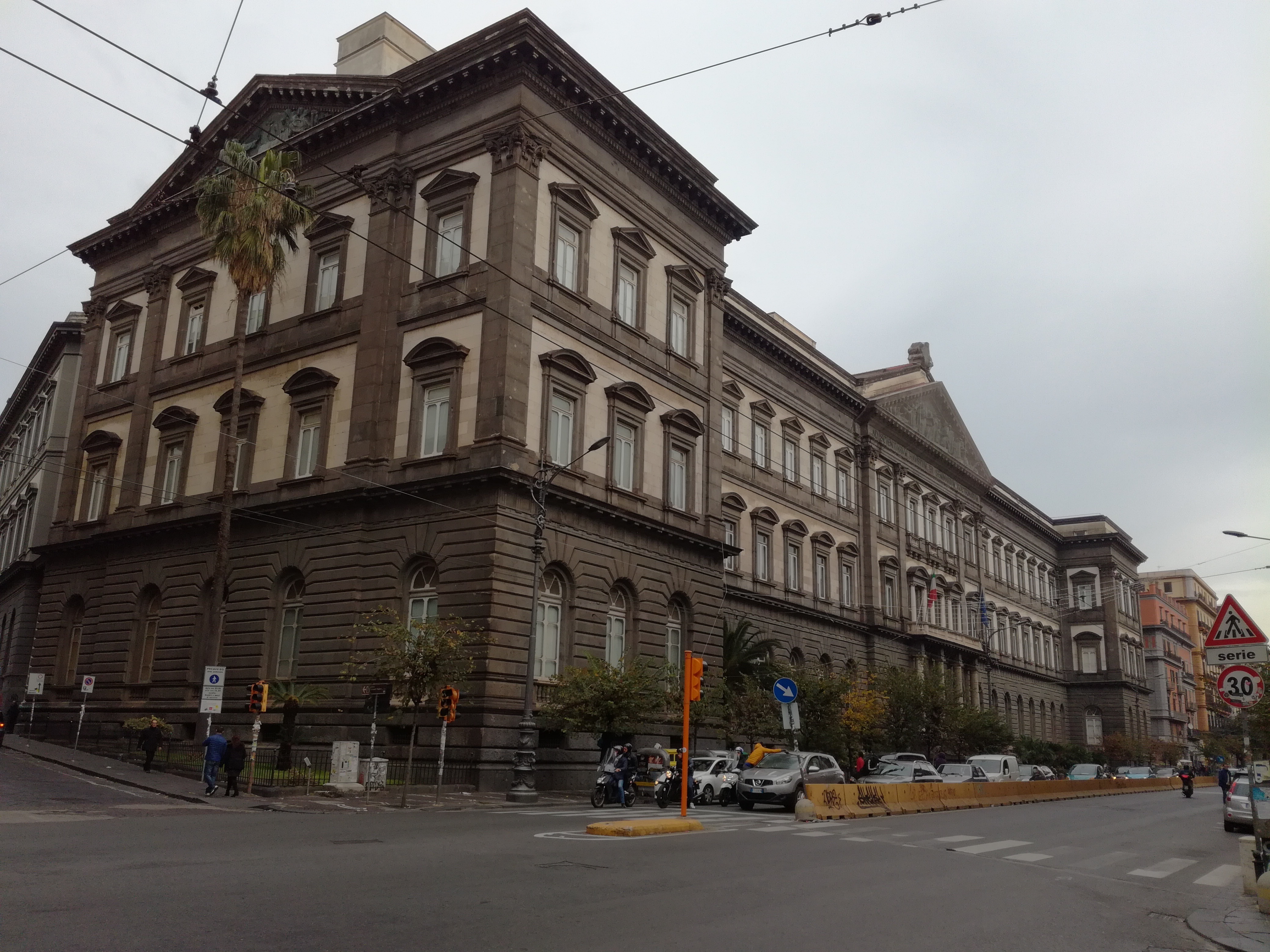
La sede centrale dell'Università Federico II
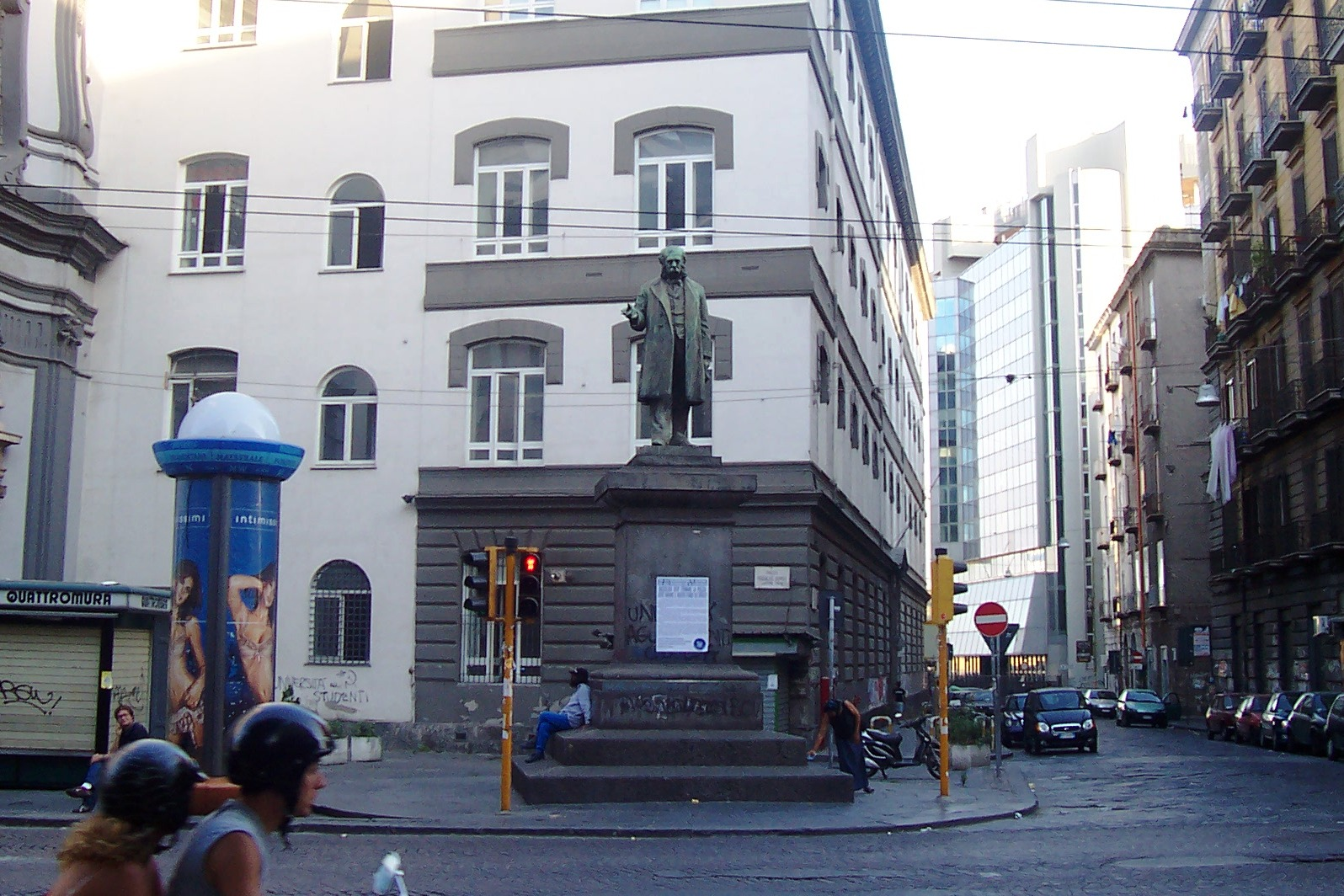
Statua di Ruggiero Bonghi